# Musée de la marine de Loire
Le musée de la Marine de Loire est un musée maritime municipal français situé dans la commune de Châteauneuf-sur-Loire et le département du Loiret en région Centre-Val de Loire.
Le musée, installé dans les anciennes écuries du château de Châteauneuf-sur-Loire, est consacré à la navigation sur la Loire. Il possède le label « musée de France » au sens de la loi no 2002-5 du 4 janvier 2002.

## Géographie
Le musée de la Marine de Loire est implanté sur la rive droite de la Loire, sur le territoire de la commune de Châteauneuf-sur-Loire qui fut l'un des principaux ports ligériens à la fin du XVIIIe siècle.
Il est situé dans le périmètre de la région naturelle du Val de Loire inscrit au patrimoine mondial de l'Organisation des Nations unies pour l'éducation, la science et la culture (UNESCO),.

## Historique
Le musée trouve ses origines en 1960 avec l'organisation d'expositions présentant la navigation sur la Loire et la création d'associations destinées à reconstruire des bateaux de Loire.
En 1962, l'exposition devient permanente et se transforme peu à peu en musée.
L'Association des amis du musée de la Marine de Loire est créée en 1963.
D'abord contrôlé par la direction des musées de France, le musée devient municipal en 1984.
Depuis 1985, le musée dispose d'un centre de documentation constitué de cartes postales, de diapositives et d'ouvrages.
Depuis octobre 1998, le musée a été réaménagé dans les anciennes écuries du château, puis inauguré par Bernadette Chirac. Il a été classé au titre des monuments historiques en 1927.

## Collections
Le rez-de-chaussée présente les techniques de construction et de navigation des bateaux de Loire ; la mezzanine détaille les routes commerciales empruntées par la marine de Loire ; le premier étage est consacré à la vie à terre des mariniers. Un ensemble de 75 lavis de Jean-Jacques Delusse y évoquent l'histoire de la marine de Loire.
Par ailleurs, on trouve des espaces présentant le patrimoine de Châteauneuf-sur-Loire, l'écrivain Maurice Genevoix et les peintres Odilon Redon et Camille Roche.

## Fréquentation
Le musée a accueilli 13 038 visiteurs en 2012, ce qui en fait le 5e musée le plus visité du département.
Données relatives aux fréquentations dans les musées
|                             | 2008    | 2009    | 2010    | 2011    | 2012    | 2016    | 2017   |
| --------------------------- | ------- | ------- | ------- | ------- | ------- | ------- | ------ |
| Musée de la marine de Loire | 13 657  | 16 277  | 14 225  | 14 232  | 13 038  | 12 309  | 14 896 |
| Loiret                      | 303 000 | 304 315 | 296 200 | 260 450 | 284 462 | 260 077 |        |

## Services
Le musée dispose d'un auditorium de 30 places, d'une librairie et d'une boutique.